# Mors (Liaoning)
Mors is een historisch merk van motorfietsen.
De bedrijfsnaam was: Chunlan Group, Liaoning, Mors Europe BV, Deventer. 
De Nederlander Gé Voortman deed al lang zaken met Chinese bedrijven toen hij bij de Chunlan Group in de Noordelijke provincie Liaoning een motorfietsen productielijn ontdekte. Het bedrijf bouwt in licentie Honda-modellen voor de Chinese markt. Hij bracht de lichte (125 cc-) modellen op de Europese markt onder de naam Mors. Mors heeft zich intussen ook op de scootermarkt begeven. 
Zie ook Mors (Parijs) en Mors (Nederland).